# فرانتس کونیگ
فرانتس کونیگ (انگلیسی: Franz König; ۳ اوت ۱۹۰۵ – ۱۳ مارس ۲۰۰۴) متخصص الهیات، استاد دانشگاه، و کشیش کاتولیک اهل اتریش بود. وی در ژوئیه ۱۹۳۰ دکترای خود را از دانشگاه گریگوری در زمینه فلسفه و در ژانویه ۱۹۳۶ دکترای الهیات را از همین دانشگاه دریافت کرد. کونیگ در زمینه زبان‌ها و دین‌های ایران باستان تخصص داشت.
کونیگ در دانشگاه کرمس آن در دوناو و دانشگاه وین (۱۹۴۵–۱۹۴۸) و دانشگاه زالتسبورگ (۱۹۴۸–۱۹۵۲) سابقه تدریس در زمینه‌های مذهبی دارد.